# Sandy Stewart
Sandy Stewart (* 10. Juli 1937 als Sandra Galitz in Philadelphia, Pennsylvania) ist eine US-amerikanische Sängerin, die hauptsächlich in der Popmusikszene aktiv war.

## Künstlerische Laufbahn
Mit der Musikszene kam Sandy Stewart schon mit 14 Jahren in Berührung, als sie in ihrer Heimatstadt Philadelphia in der Musikshow einer lokalen Fernsehstation auftrat. Mit 16 sang sie regelmäßig in einer Jazz-Sendung des NBC-Radioprogramms unter anderem mit dem Pianisten Dick Hyman und dem Bassisten Eddie Safranski.
Ab 1952 begann Sandy Stewart Schallplatten aufzunehmen, wurde von den Produzenten aber auf anspruchslose Unterhaltungsmusik festgelegt. 1958 nahm sie mit dem Arrangeur Ray Ellis mehrere Titel für East West auf. Zu den Begleitmusikern dieser Session gehörten King Curtis (ts), Dick Hyman (p), Al Caiola, Everett Barksdale (git), Wendell Marshall (kb), Panama Francis(dr). 1962 war sie Bandvokalistin bei Benny Goodman.
Während ihrer gesamten Schallplattenlaufbahn bekam sie nie einen langfristigen Plattenvertrag, obwohl sie mehrere Singles bei namhaften Plattenfirmen wie 20th Century, Okeh, Atco oder United Artists herausbrachte. Ihr einziger Titel, der es in die Hot 100 von Billbord schaffte, war der Song My Coloring Book, der von Don Costa produziert, 1962 von der Plattenfirma Colpix veröffentlicht wurde. Er war zehn Wochen in den Hot 100 vertreten und erreichte mit Platz 20 seine beste Notierung. Trotz ihrer mäßigen Plattenerfolge hatte Stewart zahlreiche Auftritte in Fernsehshows bei Perry Como, Ed Sullivan und Johnny Carson, sowie in den Nightclubs von Las Vegas. Nach ihrer Heirat mit Morris Charlap, dem Komponisten von Peter Pan, zog sie sich für Jahre aus dem Musikgeschäft zurück. Erst ab Mitte der 1980er Jahre wurde sie wieder mit verschiedenen Projekten in der Musikszene tätig, so zum Beispiel mit dem Album Sandy Stewart and Family oder einem Album mit Songs von Jerome Kern. 2005 nahm sie 67-jährig ein Album mit ihrem Sohn, dem Jazzpianisten Bill Charlap, auf.
Neben ihren Schallplattenaktivitäten war Sandy Stewart auch im Film und Fernsehen tätig. Um ein mehrjähriges Engagement in der Ernie–Kovacs–Fernsehshow wahrnehmen zu können, war sie 1954 von Philadelphia nach New York umgezogen. 1959 übernahm sie eine Hauptrolle in dem Musikfilm Go, Johnny, Go! In Deutschland war sie in den synchronisierten Filmen White Nights – Nacht der Entscheidung (1986) und Mr. Wrong – Der Traummann wird zum Alptraum (1996) zu sehen.

## US-Diskografie

### Vinyl-Singles
| A/B-Seite                                                     | Katalog-Nr.    | Veröffentlichung |
| ------------------------------------------------------------- | -------------- | ---------------- |
|                                                               | 20th Century   |                  |
| Do Ya! Do Ya! / The Game of Love                              | 5007           | Dezember 1952    |
| I’m Goin’ Home / Saturday Night                               | 75014          | 1956             |
|                                                               | Okeh           |                  |
| Since You Went Away from Me / Before                          | 6941           | 1953             |
| If My Heart Had a Window / Punch Brother Punch                | 6967           | 1953             |
| Loved and Lost / Please Come Home                             | 6991           | 1953             |
| The Petals Drop / I Got A Boo-Boo (& Frank Murphy)            | 7000           | 1953             |
|                                                               | Epic           |                  |
| The One I Want / Idle Gossip                                  | 9016           | Januar 1954      |
| Man to Woman / I Understand                                   | 9039           | April 1954       |
| Mama-Mama / No One Came to My Party                           | 9070           | September 1954   |
|                                                               | X              |                  |
| Johnny Darling / No More Love                                 | 0126           | April 1955       |
| Puddin’ ’N’ Pie / In Nuevo Laredo                             | 0156           | August 1955      |
| Could It Be? / I’ll Take Care of You                          | 0176           | November 1955    |
|                                                               | Cabot          |                  |
| Knick-Knacks / There’s No One To Love Me                      | 106            | Juni 1957        |
|                                                               | Atco           |                  |
| A Certain Smile / Kiss Me Richard                             | 6118           | Juni 1958        |
| Playmates / Heavenly Father                                   | 6137           | März 1959        |
|                                                               | East West      |                  |
| To My Love / Music, Music, Music                              | 122            | Dezember 1958    |
|                                                               | United Artists |                  |
| Time Waits for No One / Indoor Sport                          | 232            | 1960             |
| The Richest Girl in The World / Past the Age of Innocence     | 287            | Februar 1961     |
| Nice Guy / Lord And Master                                    | 332            | 1961             |
|                                                               | Colpix         |                  |
| My Coloring Book / I Heard You Cried Last Night               | 669            | November 1962    |
| Promise of Love / My Favorite Song                            | 681            | März 1963        |
| I Know He Needs Her / Please Don't Fall in Love With Me Again | 704            | September 1963   |
|                                                               | DCP            |                  |
| Draw Me a Circle / Little Child                               | 1004           | Januar 1964      |
| I’ll Never Go There Anymore / Yellow and Green Make Blue      | 1122           | November 1964    |

### Vinylalbum
| My Coloring Book | Colpix 441 | 1962 |